# Al-Muqaddassí
Abu-Abd-Al·lah Muhàmmad ibn Àhmad ibn Abi-Bkar Xams-ad-Din al-Muqaddassí o al-Maqdissí (àrab: أبو عبد الله محمد بن امحد بن أبي بكر شمس الدين المقدسي, Abū ʿAbd Allāh Muḥammad b. Aḥmad b. Abī Bakr Xams ad-Dīn al-Muqaddassī o al-Maqdisī), més conegut simplement com al-Muqaddassí o al-Maqdissí (Jerusalem, 945 o 946 - el Caire, 990), fou un viatger i geògraf àrab.
Va estudiar dret de jove i va fer la peregrinació a la Meca i després va decidir dedicar-se a la geografia pel que va començar una sèrie de viatges per acumular informació, que va començar a plasmar per escrit el 985.
És l'autor d'algunes obres entre les quals, أحسن التقاسيم في معرفة الأقاليم, Aḥsan at-Taqāsīm fi-maʿrifat al-aqālīm, El millor repartiment per al coneixement de les províncies, que és una descripció de l'Occident musulmà al segle x.
Va morir vers l'any 1000.